# Copa México Apertura 2017
La Copa Corona MX Apertura 2017 fue la edición 51 de la Copa México que inició el ciclo correspondiente a la temporada 2017-2018. El torneo comenzó el 25 de julio y concluyó el 21 de diciembre.
Como principal singularidad del torneo, fue la primera vez desde que reinició el certamen copero (2012), que coincidieron los cuatro clubes más populares del fútbol mexicano (América, Guadalajara, Cruz Azul y Pumas). Además, se encontró el retorno a esta competencia de Tigres UANL, ausente en las cinco últimas ediciones, debido a su participación en la Copa Libertadores 2015 y en la Liga de Campeones de la Concacaf de 2015-16 y 2016-17.
Debido al sismo ocurrido en la Ciudad de México el 19 de septiembre, el torneo sufrió diversos cambios, pues la final estaba pactada para principios de noviembre, pero tuvo que recorrerse hasta finales de diciembre por los cambios en el calendario en otras competiciones y además porque el equipo finalista Pachuca participó en la Copa Mundial de Clubes de la FIFA 2017.

## Sistema de competencia
La competencia de la Copa Corona MX es organizada por la Liga Bancomer MX y Ascenso Bancomer MX. Participaron en la Copa Corona MX A17 un total de 27 clubes: 17 clubes de la Liga Bancomer MX y 10 clubes del Ascenso Bancomer MX los cuales se eligieron de acuerdo a su clasificación en la temporada de la respectiva liga.
Por lo que hace a los clubes de la Liga Bancomer MX, participaron todos los clubes de esta división, a excepción del club recién ascendido (Lobos BUAP).
En cuanto a los clubes de Ascenso Bancomer MX, participaron solo 10 clubes de esta división, descontando a los clubes Cafetaleros, Correcaminos, Venados, Murciélagos y Tampico Madero, quienes ocuparon los últimos cinco lugares en la tabla general de clasificación de la temporada 2016-17, y también a la nueva plaza del Ascenso Bancomer MX (Atlético de San Luis).

### Fase de clasificación
Se integra por 4 Jornadas a jugar en 6 fechas, en las que los clubes jugaron solo con rivales de su grupo en series ida y vuelta. Los 27 clubes participantes se dividirán en 9 grupos de 3 equipos cada uno.
Los equipos de cada grupo jugaron 2 juegos ida y vuelta que se califican de la siguiente forma:
- Por juego ganado se obtendrán tres puntos
- Por juego empatado se obtendrá un punto
- Por juego perdido cero puntos

Si al finalizar las 4 Jornadas, tres o más Clubes estuviesen empatados en puntos, su posición en la Tabla General de Clasificación será determinada atendiendo a los siguientes criterios de desempate:
1. Mejor diferencia entre los goles anotados y recibidos
2. Mayor número de goles anotados
3. Marcadores particulares entre los Clubes empatados
4. Mayor número de goles anotados como visitante
5. Mejor ubicado en la Tabla General de Cociente
6. Tabla Fair Play
7. Sorteo

Para determinar los lugares que ocuparon los Clubes que participaron en la Fase Final de la Copa Corona MX A17, se tomará como base la Tabla General de Clasificación al término del Torneo.

### Fase final
Participaron por el título de campeón de la Copa Corona MX A17, los primeros lugares de los 9 grupos y los 7 mejores segundos.
En esta fase los equipos se enfrentaron a un solo partido resultando vencedor el que anote el mayor número de goles en el tiempo reglamentario de juego. En caso de empate en goles o que no se haya anotado ninguno, para decidir al ganador del encuentro se ejecutarían series de tiros penales.
El partido se lleva a cabo en el estadio del club que tenga mejor ubicación en la tabla general de clasificación del torneo de Copa.
La fase final se jugó de la siguiente forma:
- Octavos de final
  - 1 vs 16 → CF1
  - 2 vs 15 → CF2
  - 3 vs 14 → CF3
  - 4 vs 13 → CF4
  - 5 vs 12 → CF5
  - 6 vs 11 → CF6
  - 7 vs 10 → CF7
  - 8 vs 9 → CF8
- Cuartos de final
  - CF1 vs CF8 → SF1
  - CF2 vs CF7 → SF2
  - CF3 vs CF6 → SF3
  - CF4 vs CF5 → SF4
- Semifinales
  - SF1 vs SF4 → F1
  - SF2 vs SF3 → F2
- Final
  - F1 vs F2

## Información de los equipos
| Equipo        | Entrenador              | Ciudad                         | Estadio                      | Capacidad | Fundación             | Patrocinador       | Kit          |
| ------------- | ----------------------- | ------------------------------ | ---------------------------- | --------- | --------------------- | ------------------ | ------------ |
| América       | Miguel Herrera          | Ciudad de México               | Azteca                       | 87 000    | 1916 (108 años)       | Huawei             | Nike         |
| Atlante       | Raúl Gutiérrez          | Cancún, Quintana Roo           | Olímpico Andrés Quintana Roo | 20 000    | 1918 (106 años)       | Rivera Maya        | Kappa        |
| Atlas         | José Guadalupe Cruz     | Guadalajara, Jalisco           | Jalisco                      | 56 713    | 1916 (108 años)       | Wibe               | Puma         |
| Celaya        | Gustavo Díaz            | Celaya, Guanajuato             | Emilio Butragueño            | 26 500    | 1954 (71 años)        | Bachoco            | Keuka        |
| Cimarrones    | Mario García            | Hermosillo, Sonora             | Héroe de Nacozari            | 18 747    | 2013 (12 años) / 2015 | Súper Del Norte    | Lotto        |
| Cruz Azul     | Paco Jemez              | Ciudad de México               | Azul                         | 36 681    | 1927 (97 años)        | Cemento Cruz Azul  | Under Armour |
| Dorados       | Diego Ramírez Deschamps | Culiacán, Sinaloa              | Banorte                      | 23 000    | 2003 (21 años)        | Coppel             | Charly       |
| Guadalajara   | Matías Almeyda          | Guadalajara, Jalisco           | Chivas                       | 49 850    | 1906 (118 años)       |                    | Puma         |
| Juárez        | Miguel de Jesús Fuentes | Ciudad Juárez, Chihuahua       | Olímpico Benito Juárez       | 23 500    | 2015 (9 años)         | S-Mart             | Carrara      |
| Leones Negros | Joel Sánchez            | Guadalajara, Jalisco           | Estadio Jalisco              | 56 713    | 1970 (55 años) / 2015 | Electrolit         | Charly       |
| León          | Javier Torrente         | León, Guanajuato               | León                         | 30 344    | 1943 (81 años)        | Telcel             | Pirma        |
| Monterrey     | Antonio Mohamed         | Monterrey, Nuevo León          | BBVA Bancomer                | 53 500    | 1945 (79 años)        | BBVA Bancomer      | Puma         |
| Morelia       | Roberto Hernández       | Morelia, Michoacán             | Morelos                      | 41 500    | 1950 (74 años)        | Caliente           | Pirma        |
| Necaxa        | Ignacio Ambriz          | Aguascalientes, Aguascalientes | Victoria                     | 25 994    | 1923 (101 años)       | Cavall Sport       | Charly       |
| Oaxaca        | Irving Rubirosa         | Oaxaca, Oaxaca                 | Tecnológico de Oaxaca        | 15 200    | 2012 (12 años)        | Ópticas América    | Lotto        |
| Pachuca       | Diego Alonso            | Pachuca, Hidalgo               | Hidalgo                      | 30 000    | 1892 (132 años)       | Cementos Fortaleza | Nike         |
| Potros UAEM   | Omar Ramírez            | Toluca, Estado de México       | Alberto "Chivo" Córdoba      | 32 000    | 1970 (54 años) / 2016 | Megacable          | Lotto        |
| Puebla        | Rafael García Torres    | Puebla, Puebla                 | Cuauhtémoc                   | 51 726    | 1944 (80 años)        | Caliente           | Charly       |
| Querétaro     | Jaime Lozano            | Querétaro, Querétaro           | Corregidora                  | 35 575    | 1950 (74 años)        | Banco Multiva      | Puma         |
| Santos Laguna | José Manuel de la Torre | Torreón, Coahuila              | Corona                       | 30 000    | 1983 (41 años)        | Soriana            | Puma         |
| Tigres        | Ricardo Ferretti        | Monterrey, Nuevo León          | Universitario                | 42 001    | 1960 (65 años)        | Cemex              | Adidas       |
| Tijuana       | Eduardo Coudet          | Tijuana, Baja California       | Caliente                     | 27 333    | 2007 (18 años)        | Caliente           | Adidas       |
| Toluca        | Hernán Cristante        | Toluca, Estado de México       | Nemesio Díez                 | 30 000    | 1917 (108 años)       | Banamex            | Under Armour |
| UNAM          | Francisco Palencia      | Ciudad de México               | Olímpico Universitario       | 68 954    | 1954 (70 años)        | DHL                | Nike         |
| Veracruz      | Juan Antonio Luna       | Veracruz, Veracruz             | Luis "Pirata" Fuente         | 30 000    | 1943 (81 años)        | Electrolit         | Charly       |
| Zacatecas     | Efraín Flores           | Zacatecas, Zacatecas           | Francisco Villa              | 14 000    | 2014 (10 años)        | Telcel             | Pirma        |
| Zacatepec     | Marcelo Michel Leaño    | Zacatepec, Morelos             | Agustín "Coruco" Díaz        | 24 443    | 1948 (77 años)        | Jardines de México | Kappa        |

### Equipos por Entidad Federativa
Para esta edición, las entidades federativas de la República Mexicana con más equipos en la Copa México fueron Jalisco y Ciudad de México; con tres equipos cada una.
| Entidad Federativa | N.º | Equipos                     |
| ------------------ | --- | --------------------------- |
| Ciudad de México   | 3   | Cruz Azul, América y UNAM   |
| Jalisco            | 3   | Atlas, Guadalajara y U de G |
| Guanajuato         | 2   | Celaya y León               |
| Estado de México   | 2   | Toluca y Potros UAEM        |
| Nuevo León         | 2   | Monterrey y Tigres UANL     |
| Sinaloa            | 1   | Dorados                     |
| Sonora             | 1   | Cimarrones                  |
| Baja California    | 1   | Tijuana                     |
| Morelos            | 1   | Zacatepec                   |
| Coahuila           | 1   | Santos Laguna               |
| Michoacán          | 1   | Morelia                     |
| Puebla             | 1   | Puebla                      |
| Querétaro          | 1   | Querétaro                   |
| Veracruz           | 1   | Veracruz                    |
| Chihuahua          | 1   | Juárez                      |
| Oaxaca             | 1   | Oaxaca                      |
| Quintana Roo       | 1   | Atlante                     |
| Zacatecas          | 1   | Zacatecas                   |
| Aguascalientes     | 1   | Necaxa                      |
| Hidalgo            | 1   | Pachuca                     |

### Estadios
|                                                                         |
| Estadio Azteca Ciudad: Ciudad de México Capacidad: 87 000 Club: América |

|                                                                                            |
| Estadio Olímpico Universitario Ciudad: Ciudad de México Capacidad: 68 297 Club: Pumas UNAM |

|                                                                              |
| Estadio Jalisco Ciudad: Guadalajara Capacidad: 54 963 Club: Atlas y U. de G. |

|                                                                          |
| Estadio BBVA Bancomer Ciudad: Monterrey Capacidad: 53 500 Club:Monterrey |

|                                                                  |
| Estadio Cuauhtémoc Ciudad: Puebla Capacidad: 51 726 Club: Puebla |

|                                                                        |
| Estadio Chivas Ciudad: Guadalajara Capacidad: 49 850 Club: Guadalajara |

|                                                                                            |
| Estadio Universitario Ciudad: San Nicolás de los Garza Capacidad: 42 000 Club: Tigres UANL |

|                                                                         |
| Estadio Azul Ciudad: Ciudad de México Capacidad: 34 253 Club: Cruz Azul |

|                                                                          |
| Estadio Morelos Ciudad: Morelia Capacidad: 34 170 Club: Monarcas Morelia |

|                                                                         |
| Estadio Corregidora Ciudad: Querétaro Capacidad: 34 107 Club: Querétaro |

|                                                                                                  |
| Estadio Universitario Alberto "Chivo" Córdoba Ciudad: Toluca Capacidad: 32 603 Club: Potros UAEM |

|                                                        |
| Estadio León Ciudad: León Capacidad: 31 297 Club: León |

|                                                                    |
| Estadio Nemesio Díez Ciudad: Toluca Capacidad: 30 000 Club: Toluca |

|                                                                          |
| Estadio TSM Corona Ciudad: Torreón Capacidad: 29 237 Club: Santos Laguna |

|                                                                                       |
| Estadio Luis "Pirata" Fuente Ciudad: Veracruz Capacidad: 28 703 Club: Tiburones Rojos |

|                                                                 |
| Estadio Hidalgo Ciudad: Pachuca Capacidad: 27 512 Club: Pachuca |

|                                                                           |
| Estadio Caliente Ciudad: Tijuana Capacidad: 25 439 Club: Xolos de Tijuana |

|                                                                                 |
| Estadio Agustín Coruco Díaz Ciudad: Zacatepec Capacidad: 24 313 Club: Zacatepec |

|                                                                        |
| Estadio Victoria Ciudad: Aguascalientes Capacidad: 23 851 Club: Necaxa |

|                                                                         |
| Estadio Emilio Butragueño Ciudad: Celaya Capacidad: 23 182 Club: Celaya |

|                                                                                        |
| Estadio Olímpico Benito Juárez Ciudad: Ciudad Juárez Capacidad: 19 703 Club: FC Juárez |

|                                                                                           |
| Estadio Héroe de Nacozari Ciudad: Hermosillo Capacidad: 18 747 Club: Cimarrones de Sonora |

|                                                                             |
| Estadio Banorte Ciudad: Culiacán Capacidad: 17 898 Club: Dorados de Sinaloa |

|                                                                                     |
| Estadio Olímpico Andrés Quintana Roo Ciudad: Cancún Capacidad: 17 289 Club: Atlante |

|                                                                                          |
| Estadio Tecnológico de Oaxaca Ciudad: Oaxaca Capacidad: 14 598 Club: Alebrijes de Oaxaca |

|                                                                                        |
| Estadio Francisco Villa Ciudad: Zacatecas Capacidad: 13 820 Club: Mineros de Zacatecas |

### Sorteo
El 6 de junio a las 20:00 h; se llevó a cabo el sorteo de la Copa Corona MX.
- El Bombo 1 está conformado por Guadalajara como campeón defensor en este certamen, además los 4 mejores ubicados en la tabla de la temporada 2016-17 de la Liga Bancomer MX, y los 4 mejores ubicados en la tabla de la temporada 2016-17 del Ascenso Bancomer MX.

- El Bombo 2 está conformado por los siguientes 4 mejores ubicados en la tabla de la temporada 2016-17 de la Liga Bancomer MX, y los siguientes 5 mejor ubicados en la tabla de la temporada 2016-17 del Ascenso Bancomer MX.

- El Bombo 3 está conformado por los clubes que ocuparon últimos 8 lugares en la tabla de la temporada 2016-17 de la Liga Bancomer MX, y el mejor de los clubes restantes en la tabla de la temporada 2016-17 del Ascenso Bancomer MX.

| Cabezas de serie                                                                  | Bombo 2                                                               | Bombo 3                                                                            |
| --------------------------------------------------------------------------------- | --------------------------------------------------------------------- | ---------------------------------------------------------------------------------- |
| Guadalajara Tijuana Tigres Pachuca Monterrey Zacatecas Dorados Potros UAEM Oaxaca | América Toluca Necaxa León Celaya Cimarrones Juárez Atlante Zacatepec | Atlas UNAM Morelia Santos Laguna Cruz Azul Querétaro Puebla Veracruz Leones Negros |

## Fase de grupos

### Grupo 1
| Pos. | Equipo  | Pts. | PJ | G | E | P | GF | GC | Dif. | Clasificación             |
| ---- | ------- | ---- | -- | - | - | - | -- | -- | ---- | ------------------------- |
| 1    | Toluca  | 12   | 4  | 4 | 0 | 0 | 11 | 1  | +10  | Acceso a octavos de final |
| 2    | U de G  | 6    | 4  | 2 | 0 | 2 | 5  | 6  | −1   | Acceso a octavos de final |
| 3    | Dorados | 0    | 4  | 0 | 0 | 4 | 1  | 10 | −9   |                           |

 Fuente: [cita requerida]
| Grupo 1       | Grupo 1   | Grupo 1       | Grupo 1      | Grupo 1          | Grupo 1       | Grupo 1 |
| Local         | Resultado | Visitante     | Estadio      | Fecha            | Hora (Centro) | Canal   |
| ------------- | --------- | ------------- | ------------ | ---------------- | ------------- | ------- |
| Dorados       | 0 - 2     | Leones Negros | Banorte      | 25 de julio      | 19:00         |         |
| Toluca        | 3 - 0     | Dorados       | Nemesio Diez | 1 de agosto      | 21:00         |         |
| Leones Negros | 0 - 2     | Toluca        | Jalisco      | 9 de agosto      | 21:00         |         |
| Dorados       | 1 - 2     | Toluca        | Banorte      | 16 de agosto     | 19:00         |         |
| Toluca        | 4 - 0     | Leones Negros | Nemesio Diez | 30 de agosto     | 20:30         |         |
| Leones Negros | 3 - 0     | Dorados       | Jalisco      | 12 de septiembre | 19:00         | —       |

### Grupo 2
| Pos. | Equipo    | Pts. | PJ | G | E | P | GF | GC | Dif. | Clasificación             |
| ---- | --------- | ---- | -- | - | - | - | -- | -- | ---- | ------------------------- |
| 1    | Monterrey | 10   | 4  | 3 | 1 | 0 | 8  | 2  | +6   | Acceso a octavos de final |
| 2    | UNAM      | 5    | 4  | 1 | 2 | 1 | 4  | 5  | −1   |                           |
| 3    | Celaya    | 1    | 4  | 0 | 1 | 3 | 1  | 6  | −5   |                           |

 Fuente: [cita requerida]
| Grupo 2    | Grupo 2   | Grupo 2    | Grupo 2                | Grupo 2          | Grupo 2       | Grupo 2 |
| Local      | Resultado | Visitante  | Estadio                | Fecha            | Hora (Centro) | Canal   |
| ---------- | --------- | ---------- | ---------------------- | ---------------- | ------------- | ------- |
| Monterrey  | 3 - 0     | Celaya     | BBVA Bancomer          | 26 de julio      | 19:00         |         |
| Celaya     | 1 - 1     | Pumas UNAM | Emilio Butragueño      | 1 de agosto      | 19:00         |         |
| Pumas UNAM | 1 - 1     | Monterrey  | Olímpico Universitario | 9 de agosto      | 20:30         |         |
| Celaya     | 0 - 1     | Monterrey  | Emilio Butragueño      | 15 de agosto     | 19:00         |         |
| Pumas UNAM | 1 - 0     | Celaya     | Olímpico Universitario | 3 de septiembre  | 12:00         |         |
| Monterrey  | 3 - 1     | Pumas UNAM | BBVA Bancomer          | 13 de septiembre | 20:30         |         |

### Grupo 3
| Pos. | Equipo      | Pts. | PJ | G | E | P | GF | GC | Dif. | Clasificación             |
| ---- | ----------- | ---- | -- | - | - | - | -- | -- | ---- | ------------------------- |
| 1    | América     | 9    | 4  | 3 | 0 | 1 | 7  | 4  | +3   | Acceso a octavos de final |
| 2    | Atlas       | 9    | 4  | 3 | 0 | 1 | 5  | 4  | +1   | Acceso a octavos de final |
| 3    | Potros UAEM | 0    | 4  | 0 | 0 | 4 | 5  | 9  | −4   |                           |

 Fuente: [cita requerida]
| Grupo 3     | Grupo 3   | Grupo 3     | Grupo 3                 | Grupo 3          | Grupo 3       | Grupo 3 |
| Local       | Resultado | Visitante   | Estadio                 | Fecha            | Hora (Centro) | Canal   |
| ----------- | --------- | ----------- | ----------------------- | ---------------- | ------------- | ------- |
| Atlas       | 2 - 1     | Potros UAEM | Jalisco                 | 25 de julio      | 21:00         |         |
| América     | 0 - 1     | Atlas       | Azteca                  | 2 de agosto      | 20:30         |         |
| América     | 2 - 1     | Potros UAEM | Azteca                  | 8 de agosto      | 21:00         |         |
| Potros UAEM | 2 - 3     | América     | Alberto "Chivo" Córdoba | 16 de agosto     | 20:30         |         |
| Atlas       | 0 - 2     | América     | Jalisco                 | 30 de agosto     | 19:00         |         |
| Potros UAEM | 1 - 2     | Atlas       | Alberto "Chivo" Córdoba | 12 de septiembre | 19:00         |         |

### Grupo 4
| Pos. | Equipo  | Pts. | PJ | G | E | P | GF | GC | Dif. | Clasificación             |
| ---- | ------- | ---- | -- | - | - | - | -- | -- | ---- | ------------------------- |
| 1    | Tijuana | 6    | 4  | 1 | 3 | 0 | 3  | 2  | +1   | Acceso a octavos de final |
| 2    | Atlante | 5    | 4  | 1 | 2 | 1 | 3  | 2  | +1   | Acceso a octavos de final |
| 3    | Puebla  | 4    | 4  | 1 | 1 | 2 | 2  | 4  | −2   |                           |

 Fuente: [cita requerida]
| Grupo 4 | Grupo 4   | Grupo 4   | Grupo 4             | Grupo 4          | Grupo 4       | Grupo 4 |
| Local   | Resultado | Visitante | Estadio             | Fecha            | Hora (Centro) | Canal   |
| ------- | --------- | --------- | ------------------- | ---------------- | ------------- | ------- |
| Puebla  | 1 - 0     | Atlante   | Cuauhtémoc          | 25 de julio      | 19:00         |         |
| Tijuana | 1 - 0     | Puebla    | Caliente            | 1 de agosto      | 21:00         |         |
| Atlante | 1 - 1     | Tijuana   | Andrés Quintana Roo | 8 de agosto      | 19:00         |         |
| Puebla  | 1 - 1     | Tijuana   | Cuauhtémoc          | 15 de agosto     | 19:00         |         |
| Tijuana | 0 - 0     | Atlante   | Caliente            | 29 de agosto     | 21:00         |         |
| Atlante | 2 - 0     | Puebla    | Andrés Quintana Roo | 13 de septiembre | 19:00         |         |

### Grupo 5
| Pos. | Equipo    | Pts. | PJ | G | E | P | GF | GC | Dif. | Clasificación             |
| ---- | --------- | ---- | -- | - | - | - | -- | -- | ---- | ------------------------- |
| 1    | Cruz Azul | 8    | 4  | 2 | 2 | 0 | 5  | 3  | +2   | Acceso a octavos de final |
| 2    | Zacatepec | 7    | 4  | 2 | 1 | 1 | 6  | 4  | +2   | Acceso a octavos de final |
| 3    | Tigres    | 1    | 4  | 0 | 1 | 3 | 4  | 8  | −4   |                           |

 Fuente: [cita requerida]
| Grupo 5   | Grupo 5   | Grupo 5   | Grupo 5             | Grupo 5          | Grupo 5       | Grupo 5 |
| Local     | Resultado | Visitante | Estadio             | Fecha            | Hora (Centro) | Canal   |
| --------- | --------- | --------- | ------------------- | ---------------- | ------------- | ------- |
| Zacatepec | 1 - 1     | Cruz Azul | Agustín Coruco Díaz | 26 de julio      | 19:00         |         |
| Tigres    | 1 - 1     | Cruz Azul | Universitario       | 2 de agosto      | 21:00         |         |
| Zacatepec | 2 - 1     | Tigres    | Agustín Coruco Díaz | 8 de agosto      | 19:00         |         |
| Cruz Azul | 1 - 0     | Zacatepec | Azul                | 15 de agosto     | 21:00         |         |
| Cruz Azul | 2 - 1     | Tigres    | Azul                | 30 de agosto     | 21:00         |         |
| Tigres    | 1 - 3     | Zacatepec | Universitario       | 12 de septiembre | 21:00         |         |

### Grupo 6
| Pos. | Equipo    | Pts. | PJ | G | E | P | GF | GC | Dif. | Clasificación             |
| ---- | --------- | ---- | -- | - | - | - | -- | -- | ---- | ------------------------- |
| 1    | León      | 12   | 4  | 4 | 0 | 0 | 8  | 3  | +5   | Acceso a octavos de final |
| 2    | Veracruz  | 3    | 4  | 1 | 0 | 3 | 4  | 6  | −2   |                           |
| 3    | Alebrijes | 3    | 4  | 1 | 0 | 3 | 4  | 7  | −3   |                           |

 Fuente: [cita requerida]
| Grupo 6  | Grupo 6   | Grupo 6   | Grupo 6              | Grupo 6          | Grupo 6       | Grupo 6 |
| Local    | Resultado | Visitante | Estadio              | Fecha            | Hora (Centro) | Canal   |
| -------- | --------- | --------- | -------------------- | ---------------- | ------------- | ------- |
| León     | 3 - 2     | Oaxaca    | León                 | 25 de julio      | 21:00         |         |
| Oaxaca   | 1 - 0     | Veracruz  | ITO                  | 2 de agosto      | 19:00         |         |
| Veracruz | 1 - 2     | León      | Luis "Pirata" Fuente | 9 de agosto      | 19:00         |         |
| León     | 2 - 0     | Veracruz  | León                 | 16 de agosto     | 19:00         |         |
| Oaxaca   | 0 - 1     | León      | ITO                  | 30 de agosto     | 19:00         |         |
| Veracruz | 3 - 1     | Oaxaca    | Luis "Pirata" Fuente | 12 de septiembre | 19:00         |         |

### Grupo 7
| Pos. | Equipo      | Pts. | PJ | G | E | P | GF | GC | Dif. | Clasificación             |
| ---- | ----------- | ---- | -- | - | - | - | -- | -- | ---- | ------------------------- |
| 1    | Santos      | 9    | 4  | 3 | 0 | 1 | 7  | 1  | +6   | Acceso a octavos de final |
| 2    | Guadalajara | 9    | 4  | 3 | 0 | 1 | 6  | 4  | +2   | Acceso a octavos de final |
| 3    | Juárez      | 0    | 4  | 0 | 0 | 4 | 2  | 10 | −8   |                           |

 Fuente: [cita requerida]
| Grupo 7       | Grupo 7   | Grupo 7       | Grupo 7                | Grupo 7          | Grupo 7       | Grupo 7 |
| Local         | Resultado | Visitante     | Estadio                | Fecha            | Hora (Centro) | Canal   |
| ------------- | --------- | ------------- | ---------------------- | ---------------- | ------------- | ------- |
| Santos Laguna | 2 - 0     | Guadalajara   | TSM Corona             | 26 de julio      | 19:00         |         |
| Guadalajara   | 4 - 2     | Juárez        | Chivas                 | 2 de agosto      | 21:00         |         |
| Juárez        | 0 - 1     | Guadalajara   | Olímpico Benito Juárez | 9 de agosto      | 21:00         |         |
| Santos Laguna | 2 - 0     | Juárez        | TSM Corona             | 15 de agosto     | 21:00         |         |
| Guadalajara   | 1 - 0     | Santos Laguna | Chivas                 | 29 de agosto     | 21:00         |         |
| Juárez        | 0 - 3     | Santos Laguna | Olímpico Benito Juárez | 13 de septiembre | 21:00         |         |

### Grupo 8
| Pos. | Equipo     | Pts. | PJ | G | E | P | GF | GC | Dif. | Clasificación             |
| ---- | ---------- | ---- | -- | - | - | - | -- | -- | ---- | ------------------------- |
| 1    | Pachuca    | 10   | 4  | 3 | 1 | 0 | 4  | 1  | +3   | Acceso a octavos de final |
| 2    | Querétaro  | 5    | 4  | 1 | 2 | 1 | 4  | 3  | +1   | Acceso a octavos de final |
| 3    | Cimarrones | 1    | 4  | 0 | 1 | 3 | 3  | 7  | −4   |                           |

 Fuente: [cita requerida]
| Grupo 8    | Grupo 8   | Grupo 8    | Grupo 8           | Grupo 8          | Grupo 8       | Grupo 8 |
| Local      | Resultado | Visitante  | Estadio           | Fecha            | Hora (Centro) | Canal   |
| ---------- | --------- | ---------- | ----------------- | ---------------- | ------------- | ------- |
| Querétaro  | 2 - 0     | Cimarrones | Corregidora       | 25 de julio      | 19:00         |         |
| Cimarrones | 0 - 1     | Pachuca    | Héroe de Nacozari | 1 de agosto]     | 21:00         |         |
| Pachuca    | 0 - 0     | Querétaro  | Hidalgo           | 9 de agosto      | 19:00         |         |
| Querétaro  | 0 - 1     | Pachuca    | Corregidora       | 15 de agosto     | 19:00         |         |
| Cimarrones | 2 - 2     | Querétaro  | Héroe de Nacozari | 29 de agosto     | 21:00         |         |
| Pachuca    | 2 - 1     | Cimarrones | Hidalgo           | 12 de septiembre | 19:00         |         |

### Grupo 9
| Pos. | Equipo               | Pts. | PJ | G | E | P | GF | GC | Dif. | Clasificación             |
| ---- | -------------------- | ---- | -- | - | - | - | -- | -- | ---- | ------------------------- |
| 1    | Morelia              | 10   | 4  | 3 | 1 | 0 | 7  | 4  | +3   | Acceso a octavos de final |
| 2    | Necaxa               | 7    | 4  | 2 | 1 | 1 | 8  | 4  | +4   | Acceso a octavos de final |
| 3    | Mineros de Zacatecas | 0    | 4  | 0 | 0 | 4 | 3  | 10 | −7   |                           |

 Fuente: [cita requerida]
| Grupo 9   | Grupo 9   | Grupo 9   | Grupo 9          | Grupo 9          | Grupo 9       | Grupo 9 |
| Local     | Resultado | Visitante | Estadio          | Fecha            | Hora (Centro) | Canal   |
| --------- | --------- | --------- | ---------------- | ---------------- | ------------- | ------- |
| Morelia   | 2 - 1     | Zacatecas | Morelos          | 25 de julio      | 21:00         |         |
| Zacatecas | 1 - 2     | Necaxa    | Francisco Villa  | 1 de agosto      | 19:00         |         |
| Necaxa    | 1 - 1     | Morelia   | Estadio Victoria | 8 de agosto      | 21:00         |         |
| Necaxa    | 4 - 0     | Zacatecas | Estadio Victoria | 16 de agosto     | 19:00         |         |
| Zacatecas | 1 - 2     | Morelia   | Francisco Villa  | 30 de agosto     | 19:00         |         |
| Morelia   | 2 - 1     | Necaxa    | Morelos          | 12 de septiembre | 21:00         |         |

### Mejores segundos
| Pos. | Equipo      | Pts. | PJ | G | E | P | GF | GC | Dif. | Clasificación             |
| ---- | ----------- | ---- | -- | - | - | - | -- | -- | ---- | ------------------------- |
| 1    | Guadalajara | 9    | 4  | 3 | 0 | 1 | 6  | 4  | +2   | Acceso a octavos de final |
| 2    | Atlas       | 9    | 4  | 3 | 0 | 1 | 5  | 4  | +1   | Acceso a octavos de final |
| 3    | Necaxa      | 7    | 4  | 2 | 1 | 1 | 8  | 4  | +4   | Acceso a octavos de final |
| 4    | Zacatepec   | 7    | 4  | 2 | 1 | 1 | 6  | 4  | +2   | Acceso a octavos de final |
| 5    | U de G      | 6    | 4  | 2 | 0 | 2 | 5  | 6  | −1   | Acceso a octavos de final |
| 6    | Querétaro   | 5    | 4  | 1 | 2 | 1 | 4  | 3  | +1   | Acceso a octavos de final |
| 7    | Atlante     | 5    | 4  | 1 | 2 | 1 | 3  | 2  | +1   | Acceso a octavos de final |
| 8    | UNAM        | 5    | 4  | 1 | 2 | 1 | 4  | 5  | −1   |                           |
| 9    | Veracruz    | 3    | 4  | 1 | 0 | 3 | 4  | 6  | −2   |                           |

 Fuente: [cita requerida]

## Tabla de clasificados
| Pos. | Equipo      | Pts. | PJ | G | E | P | GF | GC | Dif. |
| ---- | ----------- | ---- | -- | - | - | - | -- | -- | ---- |
| 1    | Toluca      | 12   | 4  | 4 | 0 | 0 | 11 | 1  | +10  |
| 2    | León        | 12   | 4  | 4 | 0 | 0 | 8  | 3  | +5   |
| 3    | Monterrey   | 10   | 4  | 3 | 1 | 0 | 8  | 2  | +6   |
| 4    | Morelia     | 10   | 4  | 3 | 1 | 0 | 7  | 4  | +3   |
| 5    | Pachuca     | 10   | 4  | 3 | 1 | 0 | 4  | 1  | +3   |
| 6    | Santos      | 9    | 4  | 3 | 0 | 1 | 7  | 1  | +6   |
| 7    | América     | 9    | 4  | 3 | 0 | 1 | 7  | 4  | +3   |
| 8    | Guadalajara | 9    | 4  | 3 | 0 | 1 | 6  | 4  | +2   |
|      |             |      |    |   |   |   |    |    |      |
| 9    | Atlas       | 9    | 4  | 3 | 0 | 1 | 5  | 4  | +1   |
| 10   | Cruz Azul   | 8    | 4  | 2 | 2 | 0 | 5  | 3  | +2   |
| 11   | Necaxa      | 7    | 4  | 2 | 1 | 1 | 8  | 4  | +4   |
| 12   | Zacatepec   | 7    | 4  | 2 | 1 | 1 | 6  | 4  | +2   |
| 13   | Tijuana     | 6    | 4  | 1 | 3 | 0 | 3  | 2  | +1   |
| 14   | U de G      | 6    | 4  | 2 | 0 | 2 | 5  | 6  | −1   |
| 15   | Querétaro   | 5    | 4  | 1 | 2 | 1 | 4  | 3  | +1   |
| 16   | Atlante     | 5    | 4  | 1 | 2 | 1 | 3  | 2  | +1   |

 Fuente: [cita requerida]

## Fase final
|  | Octavos de final           | Octavos de final           | Octavos de final           |               |       | Cuartos de final                        | Cuartos de final                        | Cuartos de final                        |  |   | Semifinales                  | Semifinales                  | Semifinales                  |  |   | Final                   | Final                   | Final                   |  |
|  | 24 y 25 de octubre de 2017 | 24 y 25 de octubre de 2017 | 24 y 25 de octubre de 2017 |               |       | 31 de octubre al 8 de noviembre de 2017 | 31 de octubre al 8 de noviembre de 2017 | 31 de octubre al 8 de noviembre de 2017 |  |   | 15 y 21 de noviembre de 2017 | 15 y 21 de noviembre de 2017 | 15 y 21 de noviembre de 2017 |  |   | 21 de diciembre de 2017 | 21 de diciembre de 2017 | 21 de diciembre de 2017 |  |
|  |                            |                            |                            |               |       |                                         |                                         |                                         |  |   |                              |                              |                              |  |   |                         |                         |                         |  |
|  |                            |                            |                            |               |       |                                         |                                         |                                         |  |   |                              |                              |                              |  |   |                         |                         |                         |  |
|  | 3                          | Monterrey (p.)             | 2 (4)                      |               |       |                                         |                                         |                                         |  |   |                              |                              |                              |  |   |                         |                         |                         |  |
|  | 3                          | Monterrey (p.)             | 2 (4)                      |               |       |                                         |                                         |                                         |  |   |                              |                              |                              |  |   |                         |                         |                         |  |
|  | 14                         | Leones Negros              | 2 (3)                      |               |       |                                         |                                         |                                         |  |   |                              |                              |                              |  |   |                         |                         |                         |  |
|  | 14                         | Leones Negros              | 2 (3)                      |               | 3     | Monterrey                               | 4                                       |                                         |  |   |                              |                              |                              |  |   |                         |                         |                         |  |
|  |                            |                            |                            |               | 3     | Monterrey                               | 4                                       |                                         |  |   |                              |                              |                              |  |   |                         |                         |                         |  |
|  |                            |                            | 6                          | Santos Laguna | 1     |                                         |                                         |                                         |  |   |                              |                              |                              |  |   |                         |                         |                         |  |
|  | 6                          | Santos Laguna              | 6                          | Santos Laguna | 1     | 2                                       |                                         |                                         |  |   |                              |                              |                              |  |   |                         |                         |                         |  |
|  | 6                          | Santos Laguna              |                            |               |       |                                         |                                         |                                         |  |   |                              |                              |                              |  |   |                         |                         |                         |  |
|  | 11                         | Necaxa                     | 0                          |               |       |                                         |                                         |                                         |  |   |                              |                              |                              |  |   |                         |                         |                         |  |
|  | 11                         | Necaxa                     | 0                          |               |       |                                         |                                         |                                         |  | 3 | Monterrey (p.)               | 0 (3)                        |                              |  |   |                         |                         |                         |  |
|  |                            |                            |                            |               |       |                                         |                                         |                                         |  | 3 | Monterrey (p.)               | 0 (3)                        |                              |  |   |                         |                         |                         |  |
|  |                            |                            | 7                          | América       | 0 (0) |                                         |                                         |                                         |  |   |                              |                              |                              |  |   |                         |                         |                         |  |
|  | 7                          | América                    | 7                          | América       | 0 (0) | 1                                       |                                         |                                         |  |   |                              |                              |                              |  |   |                         |                         |                         |  |
|  | 7                          | América                    |                            |               |       |                                         |                                         |                                         |  |   |                              |                              |                              |  |   |                         |                         |                         |  |
|  | 10                         | Cruz Azul                  | 0                          |               |       |                                         |                                         |                                         |  |   |                              |                              |                              |  |   |                         |                         |                         |  |
|  | 10                         | Cruz Azul                  | 0                          |               | 7     | América (p.)                            | 1 (2)                                   |                                         |  |   |                              |                              |                              |  |   |                         |                         |                         |  |
|  |                            |                            |                            |               | 7     | América (p.)                            | 1 (2)                                   |                                         |  |   |                              |                              |                              |  |   |                         |                         |                         |  |
|  |                            |                            | 15                         | Querétaro     | 1 (0) |                                         |                                         |                                         |  |   |                              |                              |                              |  |   |                         |                         |                         |  |
|  | 2                          | León                       | 15                         | Querétaro     | 1 (0) | 1 (2)                                   |                                         |                                         |  |   |                              |                              |                              |  |   |                         |                         |                         |  |
|  | 2                          | León                       |                            |               |       |                                         |                                         |                                         |  |   |                              |                              |                              |  |   |                         |                         |                         |  |
|  | 15                         | Querétaro (p.)             | 1 (4)                      |               |       |                                         |                                         |                                         |  |   |                              |                              |                              |  |   |                         |                         |                         |  |
|  | 15                         | Querétaro (p.)             | 1 (4)                      |               |       |                                         |                                         |                                         |  |   |                              |                              |                              |  | 3 | Monterrey               | 1                       |                         |  |
|  |                            |                            |                            |               |       |                                         |                                         |                                         |  |   |                              |                              |                              |  | 3 | Monterrey               | 1                       |                         |  |
|  |                            |                            | 5                          | Pachuca       | 0     |                                         |                                         |                                         |  |   |                              |                              |                              |  |   |                         |                         |                         |  |
|  | 5                          | Pachuca                    | 5                          | Pachuca       | 0     | 5                                       |                                         |                                         |  |   |                              |                              |                              |  |   |                         |                         |                         |  |
|  | 5                          | Pachuca                    |                            |               |       |                                         |                                         |                                         |  |   |                              |                              |                              |  |   |                         |                         |                         |  |
|  | 12                         | Zacatepec                  | 0                          |               |       |                                         |                                         |                                         |  |   |                              |                              |                              |  |   |                         |                         |                         |  |
|  | 12                         | Zacatepec                  | 0                          |               | 5     | Pachuca                                 | 4                                       |                                         |  |   |                              |                              |                              |  |   |                         |                         |                         |  |
|  |                            |                            |                            |               | 5     | Pachuca                                 | 4                                       |                                         |  |   |                              |                              |                              |  |   |                         |                         |                         |  |
|  |                            |                            | 13                         | Tijuana       | 0     |                                         |                                         |                                         |  |   |                              |                              |                              |  |   |                         |                         |                         |  |
|  | 4                          | Morelia                    | 13                         | Tijuana       | 0     | 2 (2)                                   |                                         |                                         |  |   |                              |                              |                              |  |   |                         |                         |                         |  |
|  | 4                          | Morelia                    |                            |               |       |                                         |                                         |                                         |  |   |                              |                              |                              |  |   |                         |                         |                         |  |
|  | 13                         | Tijuana (p.)               | 2 (4)                      |               |       |                                         |                                         |                                         |  |   |                              |                              |                              |  |   |                         |                         |                         |  |
|  | 13                         | Tijuana (p.)               | 2 (4)                      |               |       |                                         |                                         |                                         |  | 5 | Pachuca                      | 2                            |                              |  |   |                         |                         |                         |  |
|  |                            |                            |                            |               |       |                                         |                                         |                                         |  | 5 | Pachuca                      | 2                            |                              |  |   |                         |                         |                         |  |
|  |                            |                            | 16                         | Atlante       | 0     |                                         |                                         |                                         |  |   |                              |                              |                              |  |   |                         |                         |                         |  |
|  | 8                          | Guadalajara                | 16                         | Atlante       | 0     | 1                                       |                                         |                                         |  |   |                              |                              |                              |  |   |                         |                         |                         |  |
|  | 8                          | Guadalajara                |                            |               |       |                                         |                                         |                                         |  |   |                              |                              |                              |  |   |                         |                         |                         |  |
|  | 9                          | Atlas                      | 0                          |               |       |                                         |                                         |                                         |  |   |                              |                              |                              |  |   |                         |                         |                         |  |
|  | 9                          | Atlas                      | 0                          |               | 8     | Guadalajara                             | 1 (3)                                   |                                         |  |   |                              |                              |                              |  |   |                         |                         |                         |  |
|  |                            |                            |                            |               | 8     | Guadalajara                             | 1 (3)                                   |                                         |  |   |                              |                              |                              |  |   |                         |                         |                         |  |
|  |                            |                            | 16                         | Atlante (p.)  | 1 (5) |                                         |                                         |                                         |  |   |                              |                              |                              |  |   |                         |                         |                         |  |
|  | 1                          | Toluca                     | 16                         | Atlante (p.)  | 1 (5) | 1 (3)                                   |                                         |                                         |  |   |                              |                              |                              |  |   |                         |                         |                         |  |
|  | 1                          | Toluca                     |                            |               |       |                                         |                                         |                                         |  |   |                              |                              |                              |  |   |                         |                         |                         |  |
|  | 16                         | Atlante (p.)               | 1 (5)                      |               |       |                                         |                                         |                                         |  |   |                              |                              |                              |  |   |                         |                         |                         |  |
|  | 16                         | Atlante (p.)               | 1 (5)                      |               |       |                                         |                                         |                                         |  |   |                              |                              |                              |  |   |                         |                         |                         |  |
|  |                            |                            |                            |               |       |                                         |                                         |                                         |  |   |                              |                              |                              |  |   |                         |                         |                         |  |

- Campeón clasifica a la Supercopa MX 2017-18.

### Octavos de final

#### Toluca - Atlante
| 24 de octubre de 2017, 19:00 | Toluca                                | 1:1 (0:0) (3:5 p.)         | Atlante                                          | Estadio Nemesio Diez, Toluca                                    |                                                                 |
|                              | Canelo 54'                            |                            | Cardozo 66'                                      | Asistencia: 15 185 espectadores Árbitro(s): Miguel Ángel Chacón | Asistencia: 15 185 espectadores Árbitro(s): Miguel Ángel Chacón |
|                              |                                       | Tiros desde el punto penal |                                                  |                                                                 |                                                                 |
|                              | Velarde · Canelo · Gómez · Delgadillo |                            | P. Uscanga · Tarragona · Cauich · Zamora · Reyes |                                                                 |                                                                 |

#### León - Querétaro
| 24 de octubre de 2017, 21:06 | León                                  | 1:1 (0:0) (2:4 p.)         | Querétaro                                | Estadio León, León                                              |                                                                 |
|                              | Boselli 74'                           |                            | Benítez 54'                              | Asistencia: 12 287 espectadores Árbitro(s): Jorge Antonio Perez | Asistencia: 12 287 espectadores Árbitro(s): Jorge Antonio Perez |
|                              |                                       | Tiros desde el punto penal |                                          |                                                                 |                                                                 |
|                              | Hernández · Cornejo · Ramos · Andrade |                            | Martínez · Stum · Güémez · Trejo · Volpi |                                                                 |                                                                 |

#### Monterrey - Universidad de Guadalajara
| 25 de octubre de 2017, 20:30 | Monterrey                                               | 2:2 (1:1) (4:3 p.)         | Leones Negros                                              | Estadio BBVA Bancomer, Guadalupe                                 |                                                                  |
|                              | González 10' · Sánchez 56'                              |                            | Amador 31' 60'                                             | Asistencia: 34 521 espectadores Árbitro(s): León Vicente Barajas | Asistencia: 34 521 espectadores Árbitro(s): León Vicente Barajas |
|                              |                                                         | Tiros desde el punto penal |                                                            |                                                                  |                                                                  |
|                              | Pabón · Benitez · Sánchez · Hurtado · Juárez · González |                            | Valadéz · Ruíz · Amador · J. Vázquez · Hernández · Padilla |                                                                  |                                                                  |

#### Morelia - Tijuana
| 24 de octubre de 2017, 19:00 | Morelia                                        | 2:2 (0:1) (2:4 p.)         | Tijuana                            | Estadio Morelos, Morelia                                           |                                                                    |
|                              | Zárate 76' 84'                                 |                            | Pérez 27' · Lucero 49' (pen.)      | Asistencia: 11 608 espectadores Árbitro(s): Eduardo Galván Basulto | Asistencia: 11 608 espectadores Árbitro(s): Eduardo Galván Basulto |
|                              |                                                | Tiros desde el punto penal |                                    |                                                                    |                                                                    |
|                              | J. P. Rodríguez · Sepúlveda · Guzmán · Vilchis |                            | Pérez · Malcorra · Musto · Mendoza |                                                                    |                                                                    |

#### Pachuca - Zacatepec
| 25 de octubre de 2017, 19:06 | Pachuca                                              | 5:0 (3:0) | Zacatepec | Estadio Hidalgo, Pachuca                                        |                                                                 |
|                              | Gutiérrez 17' · Honda 36' 44' · Sagal 55' · Cano 60' |           |           | Asistencia: 13 892 espectadores Árbitro(s): Roberto Rios Jácome | Asistencia: 13 892 espectadores Árbitro(s): Roberto Rios Jácome |

#### Santos - Necaxa
| 25 de octubre de 2017, 19:00 | Santos Laguna             | 2:0 (0:0) | Necaxa | Estadio TSM Corona, Torreón                                          |                                                                      |
|                              | Rodríguez 80' · Rivas 85' |           |        | Asistencia: 10 035 espectadores Árbitro(s): Fernando Hernández Gómez | Asistencia: 10 035 espectadores Árbitro(s): Fernando Hernández Gómez |

#### América - Cruz Azul
| 24 de octubre de 2017, 21:00 | América           | 1:0 (0:0) | Cruz Azul | Estadio Azteca, Ciudad de México                                |                                                                 |
|                              | Pablo Aguilar 67' |           |           | Asistencia: 52 480 espectadores Árbitro(s): Marco Antonio Ortiz | Asistencia: 52 480 espectadores Árbitro(s): Marco Antonio Ortiz |

#### Guadalajara - Atlas
| 25 de octubre de 2017, 21:06 | Guadalajara | 1:0 (1:0) | Atlas | Estadio Chivas, Zapopan                                        |                                                                |
|                              | Marín 24'   |           |       | Asistencia: 32 047 espectadores Árbitro(s): César Arturo Ramos | Asistencia: 32 047 espectadores Árbitro(s): César Arturo Ramos |

### Cuartos de final

#### Chivas - Atlante
| 31 de octubre de 2017, 19:00 | Guadalajara                          | 1:1 (0:0) (3:5 p.)         | Atlante                                           | Estadio Chivas, Zapopan                                     |                                                             |
|                              | Fierro 49'                           |                            | Tarragona 66'                                     | Asistencia: 17 016 espectadores Árbitro(s): Adonai Escobedo | Asistencia: 17 016 espectadores Árbitro(s): Adonai Escobedo |
|                              |                                      | Tiros desde el punto penal |                                                   |                                                             |                                                             |
|                              | Salcido · Marín · Zaldívar · Pizarro |                            | P. Uscanga · O. Uscanga · Cauich · Zamora · Reyes |                                                             |                                                             |

#### Pachuca - Tijuana
| 8 de noviembre de 2017, 20:30 | Pachuca                                      | 4:0 (3:0) | Tijuana | Estadio Hidalgo, Pachuca                                         |                                                                  |
|                               | Jara 15' (pen.) · Guzmán 36' 66' · Honda 42' |           |         | Asistencia: 15 691 espectadores Árbitro(s): Diego Montaño Robles | Asistencia: 15 691 espectadores Árbitro(s): Diego Montaño Robles |

#### América - Querétaro
| 1 de noviembre de 2017, 21:00 | América                                 | 1:1 (1:0) (2:0 p.)         | Querétaro                            | Estadio Azteca, Ciudad de México                                |                                                                 |
|                               | Peralta 14'                             |                            | Güémez 67'                           | Asistencia: 13 377 espectadores Árbitro(s): Miguel Ángel Chacón | Asistencia: 13 377 espectadores Árbitro(s): Miguel Ángel Chacón |
|                               |                                         | Tiros desde el punto penal |                                      |                                                                 |                                                                 |
|                               | Peralta · Domínguez · Romero · Quintero |                            | Martínez · Benítez · Sanvezzo · Stum |                                                                 |                                                                 |

#### Monterrey - Santos Laguna
| 1 de noviembre de 2017, 19:00 | Monterrey                                    | 4:1 (2:1) | Santos Laguna | Estadio BBVA Bancomer, Guadalupe                                |                                                                 |
|                               | Medina 17' · Sánchez 41' 90+2' · Benítez 75' |           | Rodríguez 13' | Asistencia: 38 475 espectadores Árbitro(s): Jorge Antonio Pérez | Asistencia: 38 475 espectadores Árbitro(s): Jorge Antonio Pérez |

### Semifinales

#### Pachuca - Atlante
| 21 de noviembre de 2017, 21:06 | Pachuca                  | 2:0 (2:0) | Atlante | Estadio Hidalgo, Pachuca                                        |                                                                 |
|                                | González 5' · Guzmán 21' |           |         | Asistencia: 15 325 espectadores Árbitro(s): Miguel Ángel Chacón | Asistencia: 15 325 espectadores Árbitro(s): Miguel Ángel Chacón |

#### Monterrey - América
| 15 de noviembre de 2017, 20:30 | Monterrey                               | 0:0 (0:0) (3:0 p.)         | América                   | Estadio BBVA Bancomer, Guadalupe                              |  |
|                                |                                         |                            |                           | Asistencia: 45 848 espectadores Árbitro(s): Óscar Macías Romo |  |
|                                |                                         | Tiros desde el punto penal |                           |                                                               |  |
|                                | Pabón · Funes Mori · Vangioni · Sánchez |                            | Domínguez · Díaz · Lainez |                                                               |  |

### Final

#### Monterrey - Pachuca
| 21 de diciembre de 2017, 21:00 | Monterrey   | 1:0 (0:0) | Pachuca | Estadio BBVA Bancomer, Guadalupe                              |                                                               |
|                                | 56' Hurtado |           |         | Asistencia: 39 621 espectadores Árbitro(s): Jorge Pérez Durán | Asistencia: 39 621 espectadores Árbitro(s): Jorge Pérez Durán |

#### Ficha
| 22    | POR   | Juan Pablo Carrizo |     |
| 11    | DEF   | Leonel Vangioni    |     |
| 3     | DEF   | César Montes       |     |
| 15    | DEF   | José Basanta       |     |
| 33    | DEF   | Stefan Medina      |     |
| 16    | MED   | Celso Ortiz        | 87' |
| 25    | MED   | Jonathan González  |     |
| 13    | MED   | Carlos Sánchez     |     |
| 8     | DEL   | Dorlan Pabón       | 72' |
| 7     | DEL   | Rogelio Funes Mori | 80' |
| 18    | DEL   | Avilés Hurtado     |     |
| D. T. | D. T. | Antonio Mohamed    |     |

| 13    | POR   | Alfonso Blanco  |     |
| 12    | DEF   | Emmanuel García | 78' |
| 4     | DEF   | Omar González   |     |
| 18    | DEF   | José Martínez   |     |
| 23    | DEF   | Óscar Murillo   |     |
| 2     | MED   | Keisuke Honda   |     |
| 5     | MED   | Víctor Guzmán   |     |
| 16    | MED   | Jorge Hernández |     |
| 14    | MED   | Erick Aguirre   | 65' |
| 7     | MED   | Ángelo Sagal    |     |
| 29    | DEL   | Franco Jara     | 65' |
| D. T. | D. T. | Diego Alonso    |     |

| 21 | Centrocampista | Jesús Molina    | 72' |
| 14 | Centrocampista | Arturo González | 80' |
| 6  | Delantero      | Efraín Juárez   | 87' |

| 289 | Delantero      | Roberto de la Rosa | 65' |
| 298 | Centrocampista | Erick Sánchez      | 65' |
| 6   | Defensa        | Raúl López         | 78' |

| 56' | Avilés Hurtado | 1:0 |

| 43' | José Basanta |

| 12' | Óscar Murillo |

| Principal  | Jorge Antonio Pérez Durán |
| Asistentes | Andres Hernández Delgado  |
|            | Miguel Ángel Chua Ortiz   |
| Cuarto     | Diego Montaño Robles      |

|                    |     |     |
| Tiros              | 9   | 7   |
| Tiros a puerta     | 3   | 2   |
| Faltas             | 7   | 7   |
| Saques de esquina  | 3   | 4   |
| Penaltis           | 0   | 0   |
| Fueras de juego    | 1   | 2   |
| Posesión del balón | 55% | 45% |

| Alineación inicial |

| 22    | POR   | Juan Pablo Carrizo |     |
| 11    | DEF   | Leonel Vangioni    |     |
| 3     | DEF   | César Montes       |     |
| 15    | DEF   | José Basanta       |     |
| 33    | DEF   | Stefan Medina      |     |
| 16    | MED   | Celso Ortiz        | 87' |
| 25    | MED   | Jonathan González  |     |
| 13    | MED   | Carlos Sánchez     |     |
| 8     | DEL   | Dorlan Pabón       | 72' |
| 7     | DEL   | Rogelio Funes Mori | 80' |
| 18    | DEL   | Avilés Hurtado     |     |
| D. T. | D. T. | Antonio Mohamed    |     |

| 13    | POR   | Alfonso Blanco  |     |
| 12    | DEF   | Emmanuel García | 78' |
| 4     | DEF   | Omar González   |     |
| 18    | DEF   | José Martínez   |     |
| 23    | DEF   | Óscar Murillo   |     |
| 2     | MED   | Keisuke Honda   |     |
| 5     | MED   | Víctor Guzmán   |     |
| 16    | MED   | Jorge Hernández |     |
| 14    | MED   | Erick Aguirre   | 65' |
| 7     | MED   | Ángelo Sagal    |     |
| 29    | DEL   | Franco Jara     | 65' |
| D. T. | D. T. | Diego Alonso    |     |

| 21 | Centrocampista | Jesús Molina    | 72' |
| 14 | Centrocampista | Arturo González | 80' |
| 6  | Delantero      | Efraín Juárez   | 87' |

| 289 | Delantero      | Roberto de la Rosa | 65' |
| 298 | Centrocampista | Erick Sánchez      | 65' |
| 6   | Defensa        | Raúl López         | 78' |

| 56' | Avilés Hurtado | 1:0 |

| 43' | José Basanta |

| 12' | Óscar Murillo |

| Principal  | Jorge Antonio Pérez Durán |
| Asistentes | Andres Hernández Delgado  |
|            | Miguel Ángel Chua Ortiz   |
| Cuarto     | Diego Montaño Robles      |

|                    |     |     |
| Tiros              | 9   | 7   |
| Tiros a puerta     | 3   | 2   |
| Faltas             | 7   | 7   |
| Saques de esquina  | 3   | 4   |
| Penaltis           | 0   | 0   |
| Fueras de juego    | 1   | 2   |
| Posesión del balón | 55% | 45% |

| Alineación inicial |

| 22    | POR   | Juan Pablo Carrizo |     |
| 11    | DEF   | Leonel Vangioni    |     |
| 3     | DEF   | César Montes       |     |
| 15    | DEF   | José Basanta       |     |
| 33    | DEF   | Stefan Medina      |     |
| 16    | MED   | Celso Ortiz        | 87' |
| 25    | MED   | Jonathan González  |     |
| 13    | MED   | Carlos Sánchez     |     |
| 8     | DEL   | Dorlan Pabón       | 72' |
| 7     | DEL   | Rogelio Funes Mori | 80' |
| 18    | DEL   | Avilés Hurtado     |     |
| D. T. | D. T. | Antonio Mohamed    |     |

| 13    | POR   | Alfonso Blanco  |     |
| 12    | DEF   | Emmanuel García | 78' |
| 4     | DEF   | Omar González   |     |
| 18    | DEF   | José Martínez   |     |
| 23    | DEF   | Óscar Murillo   |     |
| 2     | MED   | Keisuke Honda   |     |
| 5     | MED   | Víctor Guzmán   |     |
| 16    | MED   | Jorge Hernández |     |
| 14    | MED   | Erick Aguirre   | 65' |
| 7     | MED   | Ángelo Sagal    |     |
| 29    | DEL   | Franco Jara     | 65' |
| D. T. | D. T. | Diego Alonso    |     |

| 21 | Centrocampista | Jesús Molina    | 72' |
| 14 | Centrocampista | Arturo González | 80' |
| 6  | Delantero      | Efraín Juárez   | 87' |

| 289 | Delantero      | Roberto de la Rosa | 65' |
| 298 | Centrocampista | Erick Sánchez      | 65' |
| 6   | Defensa        | Raúl López         | 78' |

| 56' | Avilés Hurtado | 1:0 |

| 43' | José Basanta |

| 12' | Óscar Murillo |

| Principal  | Jorge Antonio Pérez Durán |
| Asistentes | Andres Hernández Delgado  |
|            | Miguel Ángel Chua Ortiz   |
| Cuarto     | Diego Montaño Robles      |

|                    |     |     |
| Tiros              | 9   | 7   |
| Tiros a puerta     | 3   | 2   |
| Faltas             | 7   | 7   |
| Saques de esquina  | 3   | 4   |
| Penaltis           | 0   | 0   |
| Fueras de juego    | 1   | 2   |
| Posesión del balón | 55% | 45% |

| Alineación inicial |

| 22    | POR   | Juan Pablo Carrizo |     |
| 11    | DEF   | Leonel Vangioni    |     |
| 3     | DEF   | César Montes       |     |
| 15    | DEF   | José Basanta       |     |
| 33    | DEF   | Stefan Medina      |     |
| 16    | MED   | Celso Ortiz        | 87' |
| 25    | MED   | Jonathan González  |     |
| 13    | MED   | Carlos Sánchez     |     |
| 8     | DEL   | Dorlan Pabón       | 72' |
| 7     | DEL   | Rogelio Funes Mori | 80' |
| 18    | DEL   | Avilés Hurtado     |     |
| D. T. | D. T. | Antonio Mohamed    |     |

| 13    | POR   | Alfonso Blanco  |     |
| 12    | DEF   | Emmanuel García | 78' |
| 4     | DEF   | Omar González   |     |
| 18    | DEF   | José Martínez   |     |
| 23    | DEF   | Óscar Murillo   |     |
| 2     | MED   | Keisuke Honda   |     |
| 5     | MED   | Víctor Guzmán   |     |
| 16    | MED   | Jorge Hernández |     |
| 14    | MED   | Erick Aguirre   | 65' |
| 7     | MED   | Ángelo Sagal    |     |
| 29    | DEL   | Franco Jara     | 65' |
| D. T. | D. T. | Diego Alonso    |     |

| 21 | Centrocampista | Jesús Molina    | 72' |
| 14 | Centrocampista | Arturo González | 80' |
| 6  | Delantero      | Efraín Juárez   | 87' |

| 289 | Delantero      | Roberto de la Rosa | 65' |
| 298 | Centrocampista | Erick Sánchez      | 65' |
| 6   | Defensa        | Raúl López         | 78' |

| 56' | Avilés Hurtado | 1:0 |

| 43' | José Basanta |

| 12' | Óscar Murillo |

| Principal  | Jorge Antonio Pérez Durán |
| Asistentes | Andres Hernández Delgado  |
|            | Miguel Ángel Chua Ortiz   |
| Cuarto     | Diego Montaño Robles      |

|                    |     |     |
| Tiros              | 9   | 7   |
| Tiros a puerta     | 3   | 2   |
| Faltas             | 7   | 7   |
| Saques de esquina  | 3   | 4   |
| Penaltis           | 0   | 0   |
| Fueras de juego    | 1   | 2   |
| Posesión del balón | 55% | 45% |

| Alineación inicial |

|           |
| Campeón   |
| Monterrey |
| 2° título |

## Estadísticas

### Clasificación juego limpio
- Datos según la página oficial.

| Lugar                                | Club                                 | Tarjeta amarilla | Segunda tarjeta amarilla y expulsión · Segunda tarjeta amarilla y expulsión | Tarjeta roja directa | Puntos   |
| ------------------------------------ | ------------------------------------ | ---------------- | --------------------------------------------------------------------------- | -------------------- | -------- |
| 1                                    | Guadalajara                          | 5                | 0                                                                           | 0                    | 5        |
| 2                                    | Morelia                              | 5                | 0                                                                           | 0                    | 5        |
| 3                                    | Pachuca                              | 5                | 0                                                                           | 0                    | 5        |
| 4                                    | Santos Laguna                        | 6                | 0                                                                           | 0                    | 6        |
| 5                                    | Atlas                                | 6                | 0                                                                           | 0                    | 6        |
| 6                                    | Cimarrones                           | 6                | 0                                                                           | 0                    | 6        |
| 7                                    | Celaya                               | 6                | 0                                                                           | 0                    | 6        |
| 8                                    | Tigres                               | 7                | 0                                                                           | 0                    | 7        |
| 9                                    | Necaxa                               | 7                | 0                                                                           | 0                    | 7        |
| 10                                   | Monterrey                            | 8                | 0                                                                           | 0                    | 8        |
| 11                                   | América                              | 6                | 0                                                                           | 1                    | 9        |
| 12                                   | Tijuana                              | 6                | 0                                                                           | 1                    | 9        |
| 13                                   | León                                 | 9                | 0                                                                           | 0                    | 9        |
| 14                                   | UNAM                                 | 3                | 0                                                                           | 2                    | 9        |
| 15                                   | Dorados                              | 6                | 0                                                                           | 1                    | 9        |
| 16                                   | Zacatepec                            | 9                | 0                                                                           | 0                    | 9        |
| 17                                   | Oaxaca                               | 7                | 0                                                                           | 1                    | 10       |
| 18                                   | Veracruz                             | 7                | 0                                                                           | 1                    | 10       |
| 19                                   | Zacatecas                            | 10               | 0                                                                           | 0                    | 10       |
| 20                                   | Juárez                               | 10               | 0                                                                           | 0                    | 10       |
| 21                                   | Querétaro                            | 11               | 0                                                                           | 0                    | 11       |
| 22                                   | Potros UAEM                          | 9                | 0                                                                           | 1                    | 12       |
| 23                                   | Puebla                               | 7                | 0                                                                           | 2                    | 13       |
| 24                                   | Toluca                               | 7                | 0                                                                           | 2                    | 13       |
| 25                                   | Atlante                              | 11               | 0                                                                           | 1                    | 14       |
| 26                                   | Cruz Azul                            | 8                | 0                                                                           | 2                    | 14       |
| 27                                   | Leones Negros                        | 11               | 0                                                                           | 2                    | 17       |
| Primera Tarjeta Amarilla             | Primera Tarjeta Amarilla             | 1 punto          | 1 punto                                                                     | 1 punto              | 1 punto  |
| Segunda Tarjeta Amarilla y Expulsión | Segunda Tarjeta Amarilla y Expulsión | 3 puntos         | 3 puntos                                                                    | 3 puntos             | 3 puntos |
| Tarjeta Roja Directa                 | Tarjeta Roja Directa                 | 3 puntos         | 3 puntos                                                                    | 3 puntos             | 3 puntos |

### Máximos goleadores
Lista con los máximos goleadores del torneo, * Datos según la página oficial.
| Pos. | Jugador                | Equipo        | Goles | Penal | Minutos |
| ---- | ---------------------- | ------------- | ----- | ----- | ------- |
| 1°   | Ronaldo Cisneros       | Santos Laguna | 3     |       | 185     |
| 2°   | Silvio Ezequiel Romero | América       | 3     |       | 338     |
| 3°   | Martín Barragán        | Necaxa        | 3     |       | 235     |
| 4°   | Luis Márquez           | Zacatepec     | 3     |       | 272     |
| 5°   | Rodrigo Holgado        | Veracruz      | 3     |       | 183     |

## Asistencia
Lista con la asistencia del Copa Corona MX, * Datos según la página oficial de la competición.
 Fecha de actualización: 02 de marzo de 2017
| Asistencia | Asistencia       | Asistencia | Asistencia     | Asistencia               | Asistencia               | Asistencia  |
| Jornada    | Asistencia total | Promedio   | % de ocupación | Partido mayor asistencia | Partido menor asistencia | Enlace nota |
| ---------- | ---------------- | ---------- | -------------- | ------------------------ | ------------------------ | ----------- |